# Crossy Ostrzeszowskie
Crossy Ostrzeszowskie – organizowana od 1965, odbywająca się w Ostrzeszowie impreza sportowa, podczas której odbywają się biegi przełajowe na różnych dystansach (do 21 km) i w różnych kategoriach wiekowych. Od 1984 roku impreza odbywa się pod patronatem Polskiego Komitetu Olimpijskiego. W jego ramach odbywały się mistrzostwa Polski w biegach przełajowych.

## Historia
Zorganizowanie Crossów przypisuje się związkowi sportowemu LZS Orkan Ostrzeszów. Pierwszy Cross odbył się w marcu 1965 roku w parku miejskim w Ostrzeszowie. Liczba uczestników była stosunkowo mała – 122 zawodników. W następnych latach Crossy tylko zyskiwały na popularności. Miejsce zawodów przeniesiono na miejscowy stadion lekkoatletyczny im. Janusza Kusocińskiego. W 2006 roku ze względu na położenie tartanowej nawierzchni no stadionie, Cross przeniesiono na pobliskie tereny zielone.